# Keeway RY8
Der Keeway RY8 ist ein Motorroller mit 50 cm³ Hubraum von Qianjiang. Er ist das Nachfolgemodell des RX8 mit luftgekühltem liegenden Einzylinder-Zweitaktmotor, einem Nachbau eines Minarelli-Motors.
Gedrosselt wird der Roller als 45 km/h-Version unter anderem über einen Distanzring im Keilriemengetriebe, so dass er mit einem EU-Führerschein der Klasse AM gefahren werden darf. Alternativ gibt es den RY8 als 25 km/h Version und als „SP“-Version mit Sportauspuff, Digitaltacho (mit Drehzahlmesser, Handyanzeige usw.) und Wave-Scheibenbremsen.

## Tuning
Für den Keeway RY8 gibt es einige Tuningmöglichkeiten wie zum Beispiel LED-Rücklichter oder Heckdurchgänge. Ferner gibt es einige technische Tuningteile, wie verschiedene Sportauspuffanlagen, Tuning-Zylinder, Vergaser oder Getriebe.
Die Tuningmöglichkeiten sind denen des originalen Minarelli-Motor ähnlich. Zu achten ist vor allem beim Wechsel der Auspuffanlage auf den um 10° geänderten Winkel am Auslassflansch am Zylinder. Die Kurbelwellen unterscheiden sich ebenso voneinander. Der Wellenstumpf an der Kupplung, sowie der Kolbenbolzen, sind bei Keeway-Motoren dicker als bei Minarelli-Motoren. Keeway-Motoren haben einen 15,7-mm-Wellenstumpf und einen 12-mm-Kolbenbolzen.

## Sonstiges
- Besonderheiten RY8: Haupt- & Seitenständer, Auspuffkrümmer und Blende aus rostfreiem Stahl
- Besonderheiten RY8 SP: Digital-Instrumenteneinheit, Wellenbremsscheibe vorne, Sportauspuff, 12-Zoll-Aluminiumräder, Seitenständer, Gepäckträger, Digitaluhr, Aluminium-Trittbrettauflagen
- Verfügbare Farben: grau-rot, weiß-rot, rot-weiß-schwarz (Evo), Dunkelblau-Orange-Weiß; alle Fahrzeuge bis auf die SP-Version haben schwarze Räder.